# Brave Old World
Brave Old World – międzynarodowa klezmerska grupa muzyczna założona w 1990 roku.
W 1992 roku grupa zdobyła pierwszą nagrodę na festiwalu muzyki klezmerskiej w Safed. W roku 1994 zespół otrzymał nagrodę niemieckiej krytyki muzycznej za album Beyond the Pale. Dwa lata później – w 1996 – nagrodę Emmy przyznano albumowi In the Fiddler’s House Itzhaka Perlmana, w którego nagraniu uczestniczyła grupa Brave Old World.

## Skład
Grupę tworzyli:
- Michael Alpert (wokal, akordeon, gitara, skrzypce, perkusja)
- Alan Bern (instrumenty klawiszowe, akordeon)
- Kurt Bjorling (klarnet, klarnet basowy, saksofon, akordeon, cymbały)
- Stuart Brotman (kontrabas, cymbały, telenka, perkusja, puzon)
- Christian Dawid (klarnet)

## Dyskografia

### Albumy
Grupa nagrała albumy:
- Klezmer Music[8], 1990, Flying Fish/New Rounder
- Beyond the Pale, 1994, Rounder
- Brave Old World, 1995, Global Village
- Blood Oranges, 1999, Red House Records
- Bless the Fire, 2003, Pinorrekk
- Dus Gezang Fin Geto Lodzh – Song Of The Lodz Ghetto, 2005, Winter & Winter